# فيليب الخامس ملك مقدونيا

منطقة البحر المتوسط عام 218 ق م

فيليب الخامس (باليونانية: Φίλιππος؛ 238-179 قبل الميلاد)‏ كان الملك (بازيليوس) على مملكة مقدونيا القديمة من عام 221 إلى 179 قبل الميلاد. شهد عهد فيليب في أغلبه نزاعا غير ناجح مع القوة الناشئة للجمهورية الرومانية.

## بدايات حياته

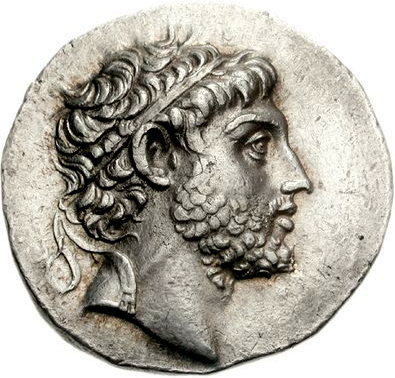
ملوك مقدونيا. فيليب الخامس 221-179 ق.م. AR تترادراخما (17.04 جم، 11 ساعة). نعناع بيلا أو أمفيبوليس. ضرب حوالي 220-211 قبل الميلاد. رأس متوج إلى اليمين / باسيليوس فيليبو، أثينا ألكيديموس يتقدمان إلى اليسار، الإعدادية

فيليب هو ابن ديمتريوس الثاني وخريسيس، وتوفي والده وهو في التاسعة من عمره عام 229 قبل الميلاد. كانت لديه أخت كبرى غير شقيقة من أبيه تدعى أبامي. قام ابن عمه، أنتيغونوس دوسون، بإدارة المملكة كوصي حتى وفاته عام 221 قبل الميلاد عندما كان فيليب بعمر السابعة عشرة.
كان فيليب جذابا في شخصيته ومظهره عندما كان شابا. كان محاربا قويا وشجاعا، وتمت مقارنته بالإسكندر الأكبر وأطلق عليه لقب حبيب الهيلينيين (ἐρώμενος τῶν Ἑλλήνων) لأنه أصبح، كما قال بوليبيوس، «حبيب الهيلينيين بسبب ميله لفعل الخير».
أراد فيليب فور صعوده إلى العرش أن يظهر أن مقدونيا كانت قوية. وفي السنة الأولى من حكمه، قام بدحر قبيلة دارداني وغيرها من القبائل في شمال المملكة.

## الحرب الاجتماعية
في الحرب الاجتماعية (220-217 قبل الميلاد)، تم جمع العصبة الهيلينية في كورنث بتحريض من فيليب الخامس. ثم قاد العصبة الهيلينية في معارك ضد أيتوليا وإسبرطة وايلس. وبهذا تمكن من زيادة سلطته بين وزرائه. جعلته قيادته خلال الحرب الاجتماعية مشهورا ومحترما سواء داخل مملكته أو خارجها.

## الحرب المقدونية الأولى

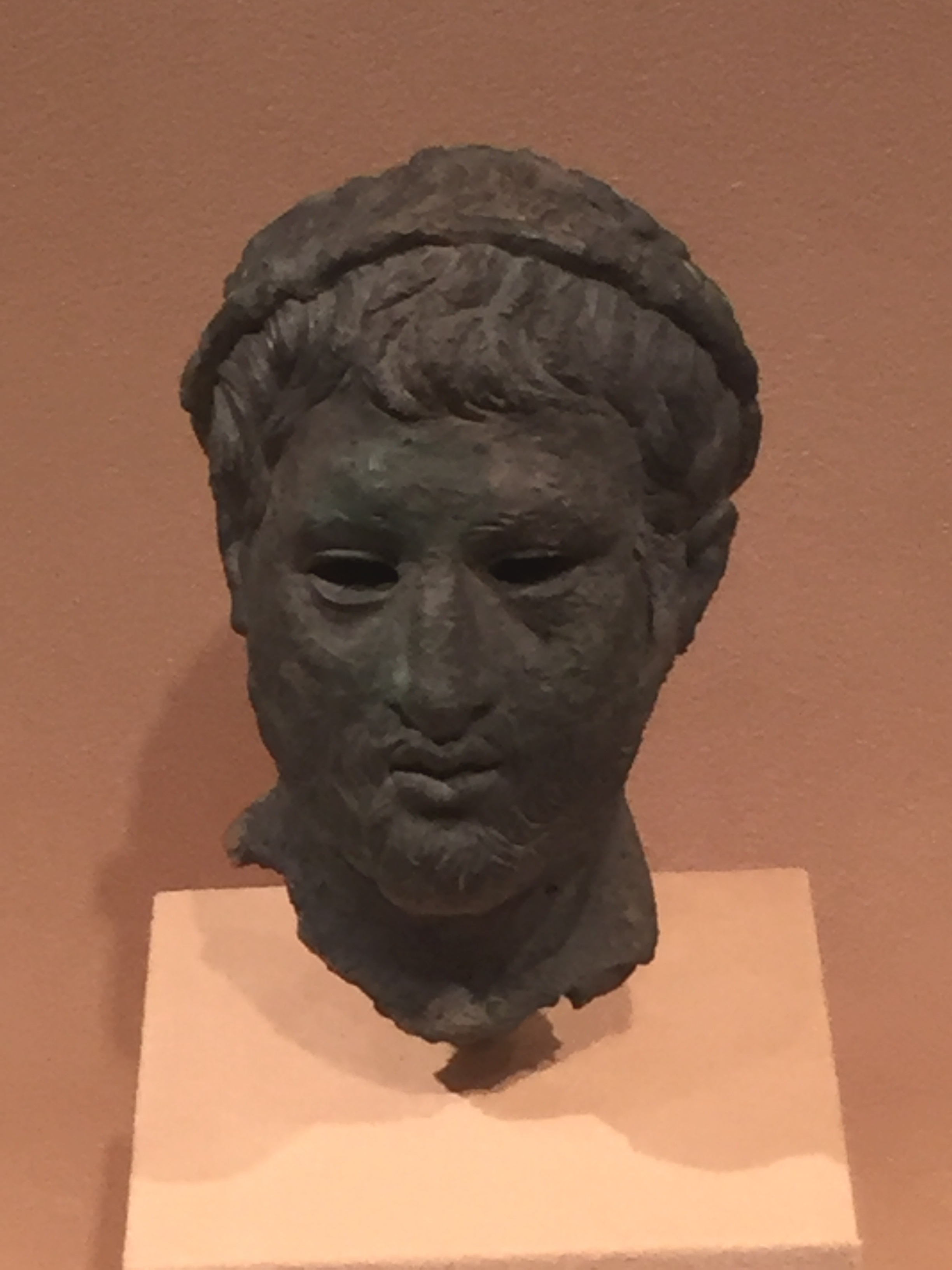
تمثال نصفي هيلينستي لرجل يرتدي إكليل الغار، ربما كانت صورة فيليب الخامس المقدوني، صنعت من سبائك النحاس حوالي عام 200 قبل الميلاد، عثر عليها في مقدونيا، وهو الآن في متحف فيرجينيا للفنون الجميلة في ريتشموند

بعد سلام ناوباكتوس عام 217 قبل الميلاد، حاول فيليب الخامس أن يحل نفسه محل النفوذ الروماني على الساحل الشرقي للبحر الأدرياتيكي، وشكل تحالفات أو رعى بعض الجزر والمقاطعات الساحلية مثل لاتو على كريت. حاول في البداية غزو إيليريا من البحر، ولكن الحملة حصدت نجاحا محدودا. توقفت حملته الأولى في عام 216 ق م، وفقد أسطوله بأكمله في حملة ثانية عام 214 ق م. ثم حققت حملته التالية عن طريق البر نجاح أكبر عندما استولى على ليسوس (ليجه الحالية) في عام 212 ق م.
وفي عام 215 قبل الميلاد، دخل في معاهدة مع القائد القرطاجي هانيبال، والذي كان في خضم غزو إيطاليا الرومانية. حددت معاهداتهما مجالات العمليات العسكرية والمصالح، ولكنها لم تحقق الكثير لأي من الجانبين فيما عدا ذلك. أصبح فيليب مشتركا بقوة في مساعدة وحماية حلفائه من هجمات من الإسبرطيين والرومان وحلفائهم.

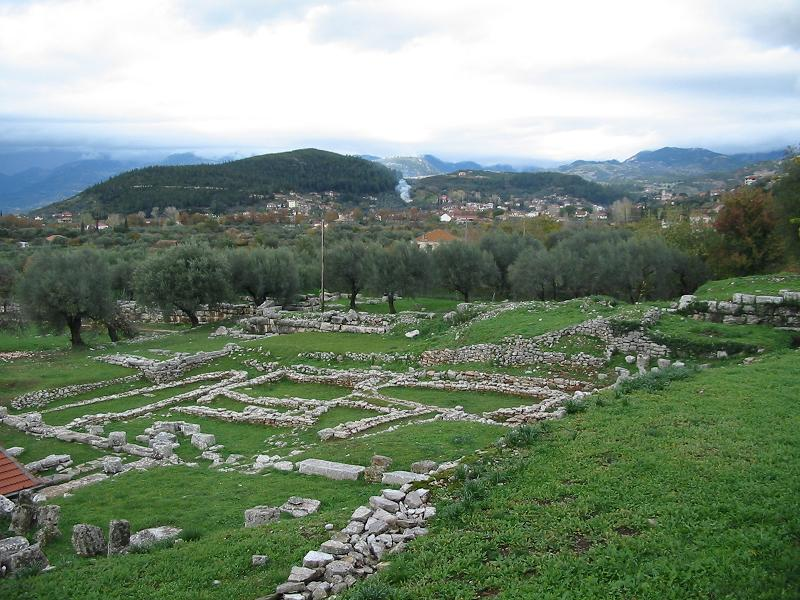
أطلال مدينة ثيرمو عاصمة العصبة الأيتولية، وهي المدينة التي نهبها جيش فيليب الخامس.

تحالفت روما مع العصبة الأيتولية في 211 قبل الميلاد فقيّد هذا تقدّم فيليب على الأرض. تدخّل أتالوس الأول من بيرغاموم على الجانب الروماني وكشف موقع فيليب في مقدونيا. استفاد فيليب من انسحاب أتالوس عن البر اليوناني في عام 207 قبل الميلاد، كما استفاد من الخمول الروماني وصعود فيلوبويمين زعيم العصبة الأخائية. نهب فيليب وقواته مدينة ثيرموم، المركز الديني والسياسي لأيتوليا. قامت قواته بتدمير ألفي تمثال وتمكنت من جمع كنوز ضخمة تضمنت حوالي خمسة عشر ألف درع وسلاح قام الأيتوليون بتزيينها. أخذ الأيتوليون هذه الدروع من أعدائهم خلال الانتصارات العسكرية السابقة، وشملت دروع الغاليين الذين أغاروا على اليونان في القرن الثالث قبل الميلاد. حمل فيليب الخامس كميات هائلة من الذهب والكنوز ثم أحرق المعابد والمباني العامة للأيتوليين. أجبر فيليب الأيتوليين على قبول شروطه في عام 206 ق م. وفي السنة التالية، تمكن من إبرام سلام فينيقيا مع روما وحلفائها.

## التوسع في بحر إيجة
بعد الاتفاق بين فيليب والملك أنطيوخوس الثالث السلوقي للاستيلاء على الأراضي المصرية من الملك الصبي بطليموس الخامس، تمكن فيليب من السيطرة على الأراضي المصرية في بحر إيجة والأناضول. أدى هذا التوسع في النفوذ المقدوني إلى إثارة قلق عدد من الدول المجاورة، بما في ذلك بيرغاموم ورودس. اشتبكت أساطيلهم مع فيليب قبالة خيوس ولادي (قرب ميليتوس) في 201 قبل الميلاد. في نفس الوقت تقريبا، انتصر الرومان في النهاية على قرطاج.

## الحرب المقدونية الثانية

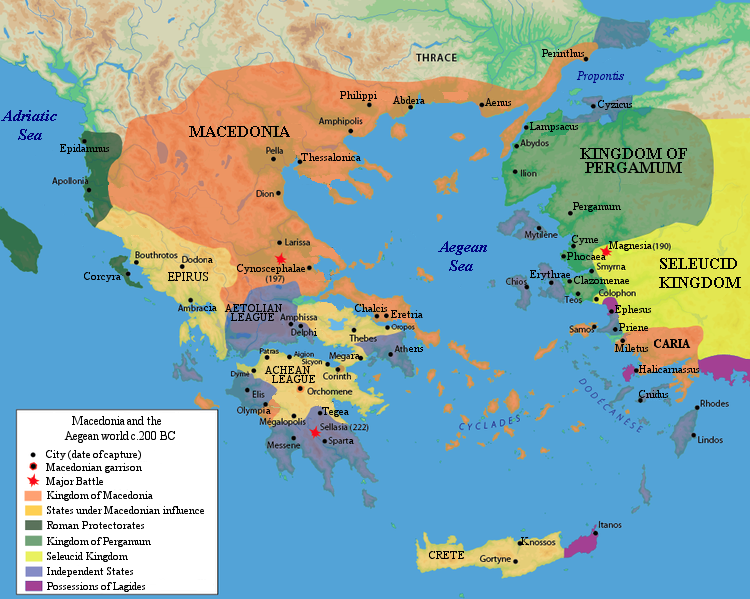
مملكة مقدونيا عشية الحرب المقدونية الثانية، حوالي 200 ق م.

في عام 200 قبل الميلاد، أعلن الرومان الحرب على مقدونيا مع انتهاء خطر قرطاج، حيث جادلوا بأنهم كانوا يتدخلون لحماية حرية اليونانيين. بعد شنهم حملات في مقدونيا عام 199 قبل الميلاد وثيساليا عام 198 قبل الميلاد، وهزموا فيليب وقواته المقدونية في معركة كينوسكيفالاي عام 197 ق م. أثبتت الحرب أيضا تفوق الفيالق الرومانية على التشكيل السلامي اليوناني.

## التحالف مع روما
عقد فيليب معاهدة سلام مع روما، وحصرته هذه المعاعدة في مقدونيا وطلبت منه دفع ألف مكيال (طالنط) كتعويض، وأن يسلم معظم أسطوله ويقدم عددا من الرهائن، بما في ذلك ابنه الأصغر ديمتريوس. بعد ذلك، تعاون فيليب مع الرومان وأرسل لهم المساعدة في صراعهم ضد الإسبرطيين تحت حكم الملك نابيس عام 195 ق م. كما أيد فيليب الرومان ضد أنطيوخس الثالث (192-189 قبل الميلاد).
وفي مقابل مساعدته، سامحه الرومان فيما تبقى من التعويضات التي توجب عليه دفعها وإطلاق سراح ابنه ديميتريوس. ثم ركز فيليب على تعزيز قوته داخل مقدونيا. أعاد تنظيم الشؤون الداخلية والمالية في البلاد، وأعيد فتح المناجم، وتم إصدار عملة جديدة.

## السنوات الأخيرة
واصلت روما مع ذلك شكها في نوايا فيليب. اتهمتها الدول المجاورة، ومنها بيرغامون، بالعدوان ما أدى إلى تدخل روما عدة مرات. أحس فيليب أن تهديد روما يتعاظم بغزو مقدونيا وتنحيته كملك، فحاول توسيع نفوذه في البلقان بالقوة والدبلوماسية. فشلت أغلب جهوده بسبب سياسة ابنه الأصغر ديمتريوس الموالية للرومان، والذي شجعته روما على النظر في إمكانية خلافة أبيه أمام أخيه الأكبر بيرسيوس. أدى هذا في النهاية إلى نزاع بين بيرسيوس وديمتريوس وأجبر فيليب على مضض أن يعدم ديمتريوس بتهمة الخيانة في عام 180 قبل الميلاد. أثر هذا القرار بشدة على صحة فيليب وتوفي بعد عام في أمفيبوليس.
خلفه ابنه الأكبر بيرسيوس، الذي كان آخر ملك لمقدونيا.